# Marguerite LeHand
Marguerite LeHand, dite Missy, née le 13 septembre 1896 à Potsdam (New York) et morte le 31 juillet 1944 à Somerville (Massachusetts), est restée la secrétaire particulière du président américain Franklin Delano Roosevelt pendant vingt-et-un ans.

## Biographie

### Jeunesse
Marguerite LeHand est née à Potsdam (New York) le 13 septembre 1896. Ses parents, Daniel J. et Marie J. (née Graffin) LeHand, descendent d'immigrants irlandais. Marguerite a trois frères et sœur ainés : Daniel, Bernard et Anna. Marguerite et sa famille déménagent à Somerville, une banlieue ouvrière de Boston, pendant son enfance. À 15 ans, elle est atteinte de rhumatisme articulaire aigu, ce qui affaiblit son cœur, provoquant des épisodes de fibrillation auriculaire. En 1917, elle est diplômée de la Somerville High School (en) où elle a suivi des cours de secrétariat.
Marguerite LeHand occupe ensuite divers postes dans la région de Boston et passe l'examen d'entrée à la fonction publique. Elle déménage alors à Washington D.C. et travaille comme secrétaire au département de la Marine pendant la Première Guerre mondiale,.
Sur la recommandation de Charles McCarthy, assistant de Franklin Roosevelt au département de la Marine, elle est engagée comme secrétaire dans la campagne vice présidentielle de Roosevelt en 1920 lorsque celui-ci se présente avec James M. Cox contre Warren Harding et Calvin Coolidge. Son travail lors de la campagne et son dévouement personnel à Franklin Roosevelt attirent l'attention de la famille Roosevelt.

### Au service de Roosevelt
En 1921, Roosevelt l'engage comme secrétaire personnelle et elle déménage à New York, dormant sur le canapé de la maison d'un cousin dans le Bronx. Marguerite LeHand devient un élément clé du personnel de Roosevelt, gérant sa correspondance et son agenda. Elle est surnommée « Missy » par les plus jeunes enfants de Roosevelt et est rapidement connue sous ce surnom. À son tour, elle surnomme son patron « FD ».

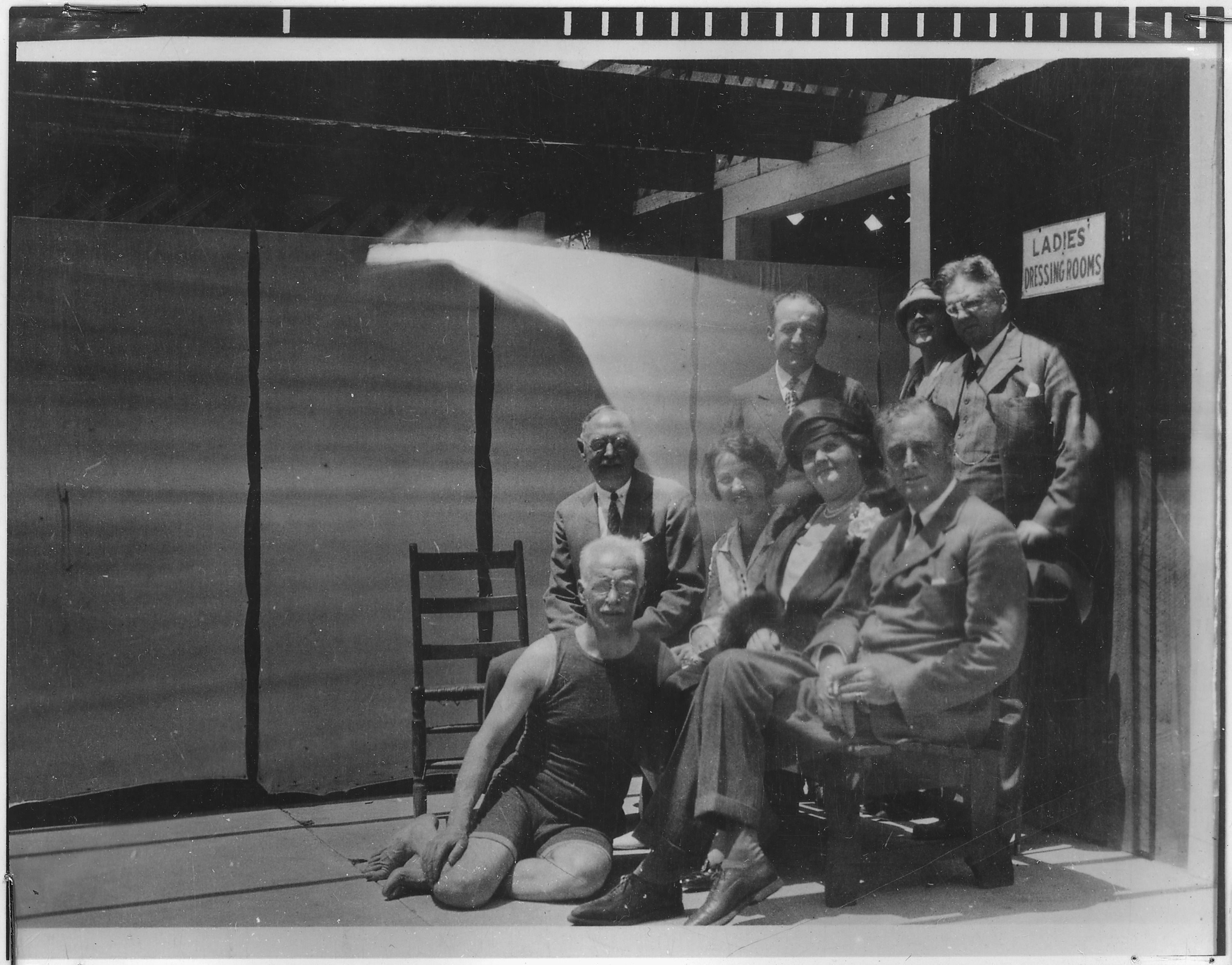
Franklin Roosevelt, Marguerite LeHand et d'autres à Warm Springs en 1924.

À partir de l'été 1921, après que Roosevelt est frappé par une maladie paralytique invalidante le laissant paralysé sous la taille, Marguerite LeHand prend soin de lui au jour le jour. Quatre mois par an, pendant l'hiver, elle l'accompagne sur sa péniche, Larooco, au large des côtes de la Floride. Au printemps 1924, elle l'accompagne également à la ville thermale de Warm Springs, supervisant et encourageant sa kinésithérapie. Ensemble, ils travaillent à la création du premier centre de réadaptation contre la poliomyélite du pays, la Georgia Warm Springs Foundation, en 1927. Lors de ce séjour, Missy subit ce qu'elle décrit comme une crise cardiaque en nageant dans la piscine de Warm Springs.
En 1928, craignant qu'il perde ses chances de marcher à nouveau s'il interrompt sa thérapie, Missy s'oppose au projet de Roosevelt de se présenter au poste de gouverneur de New York. Lorsque celui-ci décide de se présenter malgré tout, Missy souffre d'une autre maladie, souvent décrite comme une dépression nerveuse. En 1929, quand il est élu et prend ses fonctions, elle emménage au deuxième étage du Manoir du Gouverneur (en) à Albany et continue son rôle de secrétaire. Eleanor Roosevelt étant souvent absente, Missy est la compagne de Roosevelt au quotidien.
Après un second mandat de gouverneur, Roosevelt est élu président des États-Unis en novembre 1932. Il prend ses fonctions en mars 1933 et Marguerite LeHand accompagne les Roosevelt à la Maison Blanche. Elle devient la première femme à occuper le poste de secrétaire présidentielle et la seule femme membre du secrétariat de quatre personnes gérant l'aile ouest. Les trois autres membres du secrétariat sont Louis McHenry Howe, Steve Early (en) et Marvin H. McIntyre (en). Leur salaire est deux fois supérieur à celui de Marguerite LeHand. En août 1933, le magazine américain Newsweek la décrit comme la « Super-secrétaire » de Roosevelt, la rendant célèbre à l'échelle nationale. En décembre 1934, elle apparait sur la couverture du magazine Time, faisant d'elle une des trois femmes à avoir honoré une couverture du Time cette année-là.
L'importance de Marguerite LeHand augmente au cours du deuxième mandat de Roosevelt. Après la mort de Howe en 1936, elle devient de facto le chef de cabinet de la Maison Blanche et est considérée comme l'une des personnes les plus puissantes de l'administration. Elle rencontre tous les matins les autres membres du secrétariat de Roosevelt et examine son courrier. Comme personne ne pouvait réveiller Roosevelt sans la permission de Missy, elle est la première personne à la Maison Blanche à apprendre par téléphone l'invasion de la Pologne par Hitler en septembre 1939, invasion qui déclenche la Seconde Guerre mondiale,.

### Fin de vie
En juin 1941, Marguerite LeHand s'effondre lors d'un dîner à la Maison Blanche. Deux semaines plus tard, elle subit un accident vasculaire cérébral majeur qui la laisse partiellement paralysée avec peu de fonction d'élocution. Il est probable que la soudaine détérioration de sa santé soit due au stress causé par la Seconde Guerre mondiale ainsi qu'au rapprochement entre la princesse Märtha de Suède, alors en exil à la Maison Blanche, et Roosevelt. Roosevelt prend en charge ses factures médicales et l'envoie à Warm Springs, en espérant que le personnel médical l'aide à aller mieux. Grace Tully (en), une assistante de Marguerite, lui succède comme secrétaire personnelle de Roosevelt. Début 1942, Missy rentre quelques semaines à la Maison Blanche, mais son état se détériore rapidement. Après avoir accidentellement mis feu à son lit, Marguerite quitte Washington le 15 mai 1942 et retourne chez sa sœur à Somerville. Elle y meurt le 31 juillet 1944. Marguerite LeHand est enterrée au cimetière de Mount Auburn avec comme épitaphe les mots de Roosevelt : « Elle était totalement altruiste dans son dévouement au devoir » .

### Vie privée
La nature exacte de la relation entre Marguerite LeHand et Roosevelt est débattue par les historiens. Il est généralement admis que leur relation comportait une dimension amoureuse. Hazel Rowley (en) soutient qu'« il n'y a aucun doute que la relation de Franklin avec Missy était de nature amoureuse », mais note la possibilité que la relation n'ait pas pu être consommée en raison du handicap du président. La biographe de Roosevelt, Doris Kearns Goodwin, déclare que « sous la complexité, il est absolument clair que Franklin était l'amour de la vie de Missy et qu'il l'adorait et dépendait d'elle pour son affection et son soutien ainsi que pour son travail ».
Par ailleurs, Marguerite LeHand a eu une brève liaison avec le garde du corps d'Eleanor Roosevelt, Earl Miller (en), en 1931. En 1933, Missy a commencé à fréquenter le diplomate William Christian Bullitt Jr., qui devient le premier ambassadeur des États-Unis en Union soviétique la même année. Elle met fin à cette relation en septembre 1940.

## Hommages

### SSMarguerite LeHand
En mars 1945, la Commission maritime des États-Unis baptise un cargo C3 de 18 000 tonnes sous le nom de SS Marguerite LeHand à Pascagoula dans le Mississippi. Au cours de son voyage inaugural, il heurte un navire ravitailleur de phare de la Garde côtière américaine, tue un garde-côte et coule.

### Télévision
Marguerite LeHand est représentée dans la pièce de Broadway Sunrise at Campobello en 1958 et dans son adaptation cinématographique en 1960, dans laquelle elle est interprétée par Jean Hagen. Sunrise at Campobello décrit les luttes initiales de Roosevelt contre sa maladie paralytique et sa décision de poursuivre sa carrière politique.
En 1977, Priscilla Pointer joue le rôle de Marguerite LeHand dans le film Eleanor and Franklin: The White House Years (en).
En 2005, Missy fait une brève apparition dans le film Warm Springs qui traite de la création du centre de réadaptation contre la poliomyélite et du retour de Roosevelt en politique. Elle est jouée par Marianne Fraulo.
En 2012, Marguerite LeHand est interprétée par Elizabeth Marvel dans le film Week-end royal, qui raconte la visite des monarques britanniques George VI et Elizabeth au domaine de Roosevelt à Hyde Park.
En 2014, le travail et l'amitié de Missy et Roosevelt sont relatés dans la mini-série documentaire The Roosevelts (en), réalisée par Ken Burns.
En 2020, Marguerite LeHand est jouée par Lucy Russell dans la mini-série Atlantic Crossing.